# Tanja Lehmann
Tanja Lehmann (née le 9 mai 1989 à Berne) est une actrice et danseuse suisse. Elle enseigne également le yoga.

## Biographie
À l'âge de quatre ans, Tanja Lehmann a fréquenté une école de ballet. Des cours de jazz, de danse moderne et de danse de rue ont suivi plus tard. Avec son groupe de danse bernoise, Tanja a remporté trois fois le titre de championne de Suisse en streetdance. En 2010, elle étudie la danse contemporaine à l'Université des Arts de Zurich. Pendant ses études, Tanja a joué dans la pièce Freier de Volker Hesse et a été choisie pour le rôle de Lena Vonlanthen dans la série de la SRF Best Friends. Elle vit à Berlin.

## Filmographie (sélection)
- 2010 : Best Friends (saison 1)
- 2011 : Best Friends (saison 2)
- 2011 : Acht Blumen
- 2011 : Areal 17
- 2012 : Der Tod der alten Dame
- 2012 : Best Friends (saison 3)
- 2013 : Vivi
- 2013 : Nico
- 2014 : Ziellos
- 2016 : Der erste Schnitt
- 2016 : Inner Slave - Lexy & K-Paul (vidéo musicale)
- 2017 : Eine z'viel! (sitcom)
- 2018 : Vitrum
- 2018 : Things Falling Apart
- 2018 : Phantomschmerz
- 2018 : Bernegger & Juric[4],[5],[6], la commissaire

## Théâtre (sélection)
- Croquis gratuits / scéniques du quartier rouge de Volker Hesse
- L'Histoire du soldat de Gilles Tschudi